# Alessandro Birindelli
Alessandro Birindelli (* 12. November 1974 in Pisa) ist ein ehemaliger italienischer Fußballspieler und derzeitiger -trainer.

## Spielerkarriere

### Im Verein
Alessandro Birindelli begann seine Profikarriere beim FC Empoli, für den er fünf Jahre lang, von 1992 bis 1997 spielte. Im Sommer 1997 wechselte er zu Juventus Turin, die damals nach den Abgängen von Spielern wie Sergio Porrini und Moreno Torricelli dringend Verteidiger brauchten.
In seiner ersten Spielzeit bei Juve feierte er sofort den Gewinn der italienischen Meisterschaft. In der Folgezeit war er teilweise Stammspieler und teilweise nur Reservekraft, dennoch war er bei seinen Juve-Trainern (Marcello Lippi, Carlo Ancelotti und Fabio Capello) für seine Schnelligkeit und seine Fähigkeit, immer gute Leistungen abzuliefern, auch wenn er längere Zeit nicht gespielt hatte oder eingewechselt wurde immer geschätzt.
Im Sommer 2005, im Rahmen eines Freundschaftsspiels gegen Sporting Lissabon, verletzte sich Birindelli schwer am Knöchel und war fast für die gesamte Saison 2005/06 außer Gefecht.
Die Saison 2006/07 bestritt er mit Juventus aufgrund des Manipulationsskandals in der Serie B und nahm er wieder einen wichtigeren Platz innerhalb der Mannschaft ein. Aufgrund seines Alters von mittlerweile 32 Jahren und dem Abgang vieler Stars in der Abwehr, wie Lilian Thuram oder Gianluca Zambrotta, war Alessandro Birindelli einer der Führungsspieler im Kader von Juve und hinter Alessandro Del Piero zweiter Mannschaftskapitän. Er bestritt 37 der 46 Liga-Partien und hatte damit maßgeblichen Anteil am sofortigen Wiederaufstieg der Alten Dame.
2007/08 kam Alessandro Birindelli bei Juventus nur noch sporadisch zum Einsatz. Nachdem sein Vertrag in Turin im Sommer 2008 ausgelaufen war, wechselte er, mittlerweile 33-jährig, in seine Heimatstadt zum Serie-B-Aufsteiger Pisa Calcio.
Im August 2009 gab der Drittligist AS Pescina Valle del Giovenco die Verpflichtung des Abwehrspielers bekannt. 2010 beendete er seine aktive Laufbahn.

### In der Nationalmannschaft
Alessandro Birindelli feierte sein Debüt in der italienischen Nationalmannschaft am 20. November 2002 unter Giovanni Trapattoni beim 1:1 gegen die Türkei, seinen letzten von insgesamt sechs Einsätzen für die Squadra Azzurra hatte er am 18. August 2004 beim 2:0 in Island.

## Trainerkarriere
2010 wurde Birindelli Trainerassistent von Dario Bonetti bei der sambischen Nationalmannschaft. Von September 2011 bis Oktober 2011 übernahm er das Traineramt bei der US Pistoiese in der Serie D. 2012/13 war Birindelli erneut Co-Trainer von Dario Bonetti, dieses Mal bei dem rumänischen Erstligisten Dinamo Bukarest. Danach kehrte er als Jugendtrainer in seine Heimatstadt Pisa zurück. Nach einem zweijährigen Engagement als Nachwuchskoordinator bei Trapani Calcio zwischen 2014 und 2016 ist Birindelli aktuell als Jugendtrainer beim FC Empoli aktiv.

## Erfolge
- UEFA-Champions-League-Finalist: 1997/98, 2002/03
- Italienischer Meister: 1997/98, 2001/02, 2002/03, 2004/05*, 2005/06*
- Italienischer Serie-B-Meister: 2006/07
- Italienischer Supercupsieger: 1997, 2002, 2003
- UEFA-Intertoto-Cup-Sieger: 1999

* aberkannt im Rahmen des Fußball-Skandals in Italien 2005/06

## Privates
Birindellis Sohn Samuele (* 1999) ist ebenfalls Profifußballer.